# Ignace Michiels

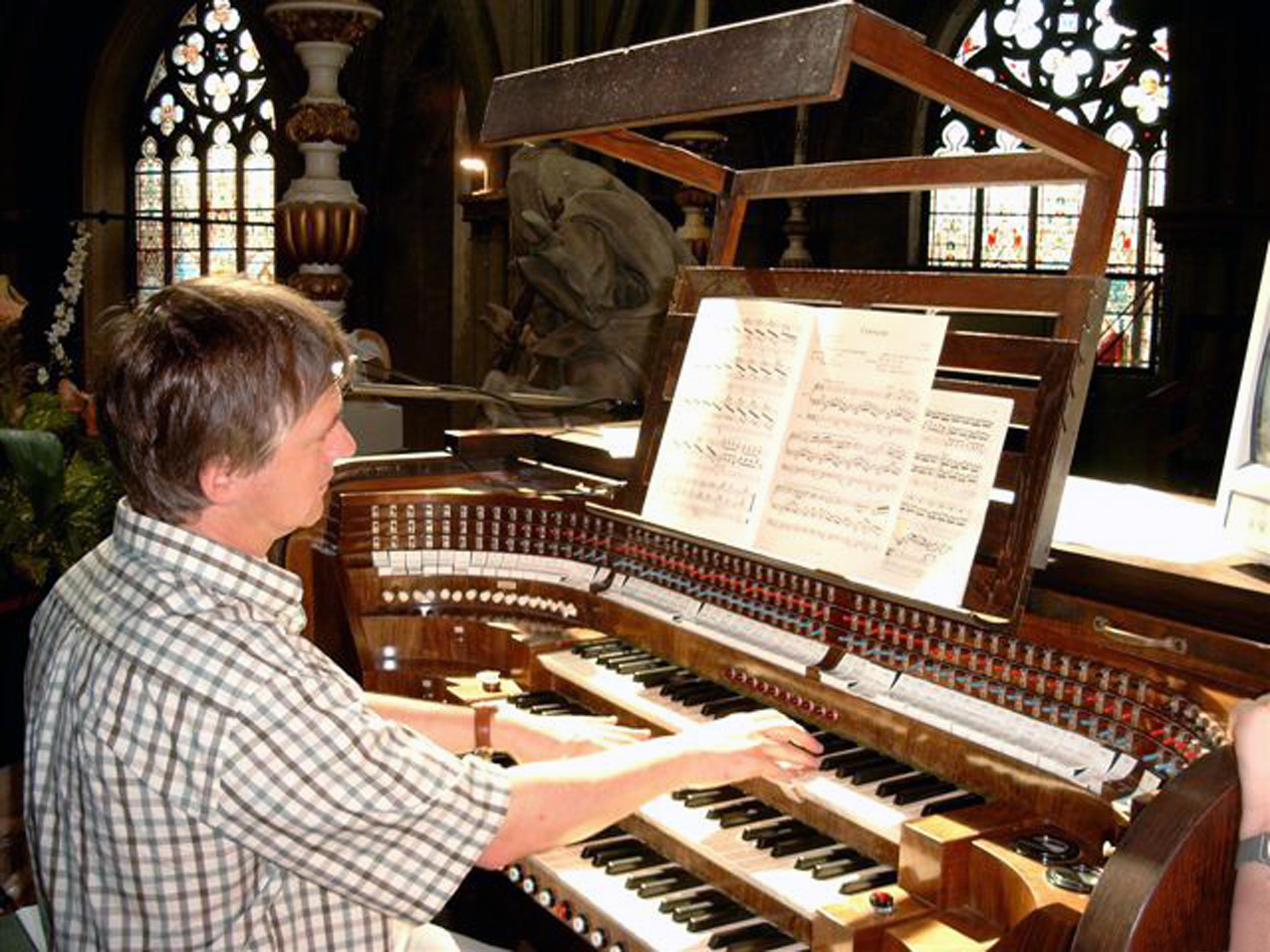
Ignace Michiels aan het orgel in de Sint-Salvatorskathedraal te Brugge

Ignace Michiels (Brugge, 7 december 1963) is een Belgisch musicus.
Michiels studeerde orgel, piano en klavecimbel aan het conservatorium van zijn geboortestad Brugge. In 1986 werd hij laureaat aan het Lemmensinstituut te Leuven. Hij volgde verdere studies achtereenvolgens bij Robert Anderson aan de Southern Methodist University in Dallas, aan het Koninklijk Conservatorium te Brussel bij Herman Verschraegen en bij Odile Pierre aan het Conservatoire National de Paris, waar hij de Prix d' Excellence verwierf. Aan het Koninklijk Conservatorium te Gent behaalde hij het Hoger Diploma voor orgel.
Ignace Michiels is leraar aan het Brugs Conservatorium en doceert eveneens orgel aan het Koninklijk Conservatorium Gent (Hogeschool Gent, departement muziek en dramatische kunst). Hij was van 1990 tot 2005 de dirigent van het Brugs oratoriumkoor Cantores, waarmee hij verscheidene werken van meesters uitvoerde. 
In het jaar 2001 richtte hij samen met zijn Duitse collega Gabriël Dessauer het Regerchor International op. Deze formatie bestaat uit Vlaamse en Duitse koristen.
Sinds 1991 is hij titularis-organist van de Sint-Salvatorskathedraal te Brugge en organisator van de Kathedraalconcerten aldaar. Met die concerten mixt hij de klassieke klankkleuren van het instrument in combinatie met andere instrumenten.
Zijn repertoire omvat onder andere het orgeloeuvre van Bach, Franck, Mendelssohn en Dupré, de symfonieën van Widor en Vierne, en de orgelsonates van Guilmant en Rheinberger.
Als organist concerteert hij zowel solistisch als met orkest of koor in kerken, kathedralen of concertzalen in Europa, Noord- en Zuid-Amerika. Daarnaast is hij af en toe gastprofessor aan diverse instituten en op masterclasses.
Naast een aantal eigen producties maakte hij opnames voor Radio 3 en verleende hij zijn medewerking aan diverse andere producties.  